# Santa Marinella
Santa Marinella är en ort och kommun i storstadsregionen Rom, innan 2015 provinsen Rom, i regionen Lazio i Italien. Kommunen hade 18 933 invånare (2018).